# La Normandie (paquebot de 1883)
Pour les autres navires du même nom, voir Normandie (navire).
Lancé en 1882, le Normandie est l'un des grands projets de la Compagnie générale transatlantique qui cherche à rivaliser avec la concurrence et à renforcer sa présence sur la ligne de New-York. Rebaptisé La Normandie, il restera en service pour la compagnie jusqu'en 1912.

## Histoire

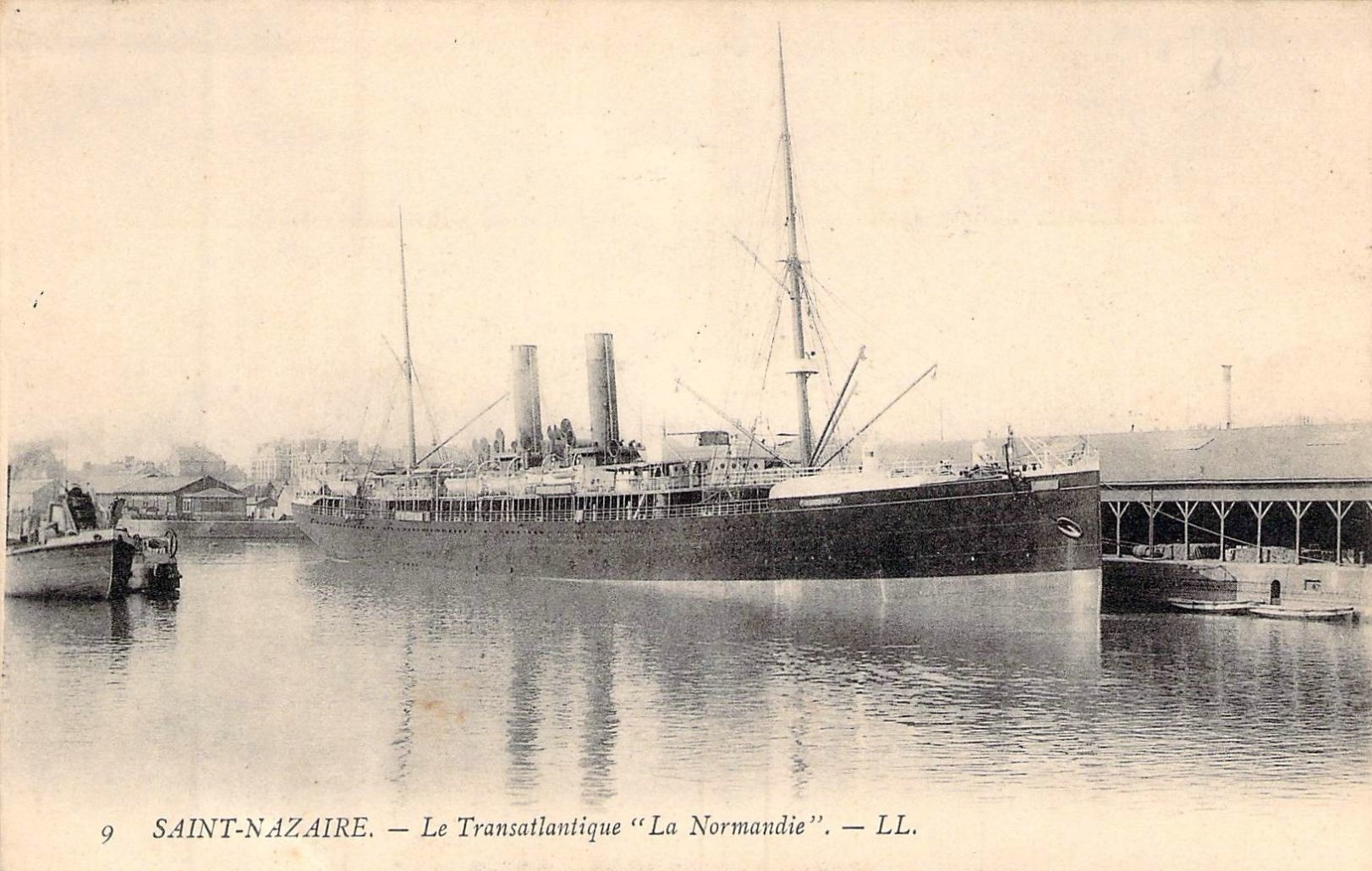
La Normandie après ses transformations de 1894.

Au début des années 1880, la flotte de la Transat, constituée par exemple du Pereire, du Ville de Paris ou encore du Saint Laurent commence à vieillir. La compagnie se lance alors dans un programme de renouvellement afin de concurrencer les grandes compagnies maritimes comme la Cunard. Dans ce but, le Ville de New York est commandé la même année. Il est un prototype d'une nouvelle génération de paquebots plus modernes, avec un tonnage plus important et une puissance accrue destinée à remplacer l'ancienne flotte et à conquérir le ruban bleu.
Lancé le 28 octobre 1882 sous le nom de Normandie, il est le premier de ces navires de nouvelle génération et le premier navire de la compagnie à passer la capacité de 1000 passagers. C'est un navire de deux cheminées, quatre mats et de 1600 m² de voilure. Dans une volonté d'améliorer le bien-être des passagers, c'est également le premier navire de la compagnie doté de l'éclairage électrique (3 dynamos alimentent 552 lampes). Le 5 mai 1883 le navire appareille du Havre pour son premier voyage vers New York, qu'il effectue en 8 jours et 11 heures
Le Normandie restant un prototype, son expérience est mise à profit pour la construction de quatre paquebots à grande vitesse : La Champagne, La Bretagne, La Bourgogne et La Gascogne. Ces quatre navires entrent en service en 1886 et le Normandie est alors rebaptisé La Normandie.
D'une longueur de 140 mètres à son lancement, il est lors de sa transformation en 1894, rallongé pour atteindre 144 mètres. Durant cette transformation deux de ses mats lui sont enlevés.
Resté en service jusqu'en 1912, il est alors vendu à la démolition.